# Armando Lora
Pour les articles homonymes, voir Lora.
Armando Lora, né le 1er janvier 1951 à Costabissara (Vénétie), est un coureur cycliste italien, professionnel de 1973 à 1980. Il s'est notamment classé deuxième d'une étape sur le Tour de Catalogne 1978. 

## Palmarès
- 1970
  - Astico-Brenta
- 1971
  - 2e du Gran Premio Palio del Recioto
- 1972
  - Coppa Fiaccola

## Résultats sur les grands tours

### Tour d'Italie
5 participations
- 1975 : 40e
- 1976 : 31e
- 1977 : 92e
- 1978 : 37e
- 1979 : 85e

### Tour d'Espagne
1 participation
- 1975 : 44e